# Pala (indumentària)

Pala de polkóvnik (coronel) de l'Exèrcit Soviètic

Una pala, en contextos militars, és una peça que es duu a l'espatlla de l'uniforme i que té forma de musclera recta o apuntada, però que generalment és desmuntable, sempre ornamentada i, sovint, rígida; té com a funció exclusiva d'acollir les divises; a diferència de la musclera, doncs, manca de funció pràctica en sentit estricte. Com a mètode de dur les divises a l'espatlla, la pala és, tècnicament, un sistema intermedi entre la xarretera i la musclera. El català pala equival a l'espanyol pala; al francès manchon d'épaule o '"épaulette molle"; a l'italià spallina (el mateix mot que designa la 'xarretera'); al portuguès platina rígida; al romanès epolet (que també significa 'xarretera' i 'musclera'); a l'anglès shoulder board; al rus pogon (погон); etc., etc.
Normalment es duen dues pales, una per muscle.
Les pales són característiques de les armades, on fan el mateix paper que les muscleres als exèrcits de terra i a les forces aèries.
L'ús de pales entre els exèrcits de terra està més circumscrit territorialment. Les pales (pogoni, погоны) són típiques, antonomàsticament, de l'exèrcit rus, on sorgiren entre l'oficialitat durant la Guerra de Crimea, com a sistema improvisat amb què substituir les xarreteres, massa vistents: es col·locaren les divises de xarretera sobre muscleres de tropa. El resultat fou sancionat oficialment tot seguit, i esdevingué la forma estàndard de dur les divises a l'exèrcit rus. Amb l'adopció de l'uniforme caqui (1907), les pales passaren a ésser reversibles, amb una banda ornamentada i multicolor i l'altra caqui, per a ús en campanya. Abolits arran de la Revolució d'Octubre com a símbol quintaessencialitzat del classisme i el militarisme, els pogoni foren restaurats el 1943, juntament amb tota la parafernàlia militar tsarista. El sistema encara és emprat avui per l'Exèrcit Rus.
Les pales són també típiques de l'exèrcit búlgar, que les assimilà, d'ençà la seva naixença, conjuntament amb bona part de la tradició uniformològica russa.
Sota influència soviètica, els altres exèrcits del Pacte de Varsòvia adoptaren el sistema de pales; durant el període estalinista, de manera pràcticament total i en detriment de la tradició pròpia; a partir de la desestalinització, de manera parcial i més matisada.